# Portrait de la reine Louise de Prusse
Portrait de la reine Louise de Prusse est un tableau réalisé par le peintre espagnol Joan Miró en 1929. Cette huile sur toile représente une figure féminine debout dans un intérieur vide rendu en noir, jaune, marron et orange. Passée par la galerie d'art de Pierre Matisse à New York, elle est à présent conservée dans le collections du Meadows Museum, à Dallas, au Texas, depuis un don le 2 août 1967.